# Vöröslábú mocsárityúk
A vöröslábú mocsárityúk (Tribonyx ventralis) a madarak (Aves) osztályának a darualakúak (Gruiformes) rendjéhez, ezen belül a guvatfélék (Rallidae) családjához tartozó faj.

## Rendszerezése
A fajt John Gould angol ornitológus írta le 1837-ben, a Gallinula nembe Gallinula ventralis néven. Egyes szervezetek jelenleg is ide sorolják.

## Előfordulása
Ausztrália területén honos. Természetes élőhelyei a sós mocsarak, édesvízi mocsarak, lápok, tavak, folyók és patakok környéke, valamint legelők és szántóföldek. Nem vonuló, de kóborló faj.

## Megjelenése
Testhossza 38 centiméter, szárnyfesztávolsága 55-66 centiméter, testtömege 250-530 gramm.
|  |  |

## Természetvédelmi helyzete
Az elterjedési területe rendkívül nagy, egyedszáma pedig stabil. A Természetvédelmi Világszövetség Vörös listáján nem fenyegetett fajként szerepel.